# The Marcus King Band
The Marcus King Band ist eine US-amerikanische Blues-Rock-/Southern-Rock-Band aus South Carolina, die nach ihrem Frontmann Marcus King benannt ist.

## Bandgeschichte
Marcus King gründete die Band 2013 im Alter von 17 Jahren. Zur Besetzung gehören neben ihm Stephen Campbell (Bass), Jack Ryan (Schlagzeug), Justin Johnson (Trompete, Posaune), Chris Spies (Saxophon) und Dane Farnsworth (Keyboard).
Die Band veröffentlichte ihr Debütalbum Soul Insight am 30. Oktober 2015 über Warren Haynes’ Label Evil Teen Records. Das Album erreichte Platz 8 der US Billboard Blues Albums Chart.
Anschließend wechselte die Band zu Fantasy Records, wo am 7. Oktober 2016 das selbstbetitelte zweite Album erschien. Dieses erreichte Platz 2 der Blues-Charts. Auch die 2017 erschienene EP Due North erreichte Platz 2.
Am 5. Oktober 2018 erschien das dritte Album Carolina Confessions, das erneut Platz 2 der Blues-Charts erreichte und auch in der Schweiz eine Chartplatzierung erreichen konnte.
2020 erschien Marcus Kings Solodebüt El Dorado.

## Stil
Musikalisch mischt die Marcus King Band diverse musikalische Stile, vor allem Blues, Country und Southern Rock. Die Texte handeln überwiegend von persönlichen Themen aus dem Innenleben von Frontmann Marcus King.

## Diskografie

### Alben
- 2015: Soul Insight (Evil Teen Records)
- 2016: The Marcus King Band (Fantasy Records)
- 2018: Carolina Confessions (Fantasy Records)

### EPs
- 2017: Due North (Fantasy Records)

### Singles
- 2018: Homesick